# Umbriatico
Umbriatico es un municipio situado en la provincia de Crotona, en Calabria (Italia). Tiene una población estimada, a fines de enero de 2025, de 706 habitantes.

## Demografía
| Gráfica de evolución demográfica de Umbriatico entre 1861 y 2025 |
|                                                                  |
| Fuente: ISTAT - Elaboración gráfica de Wikipedia                 |